# Montpelier
Ne doit pas être confondu avec Montpellier.
Pour les articles homonymes, voir Montpelier (homonymie).
Montpelier (prononciation en anglais : /mɑnt.ˈpi.liɚ/) est la capitale de l'État du Vermont, dans le Nord-Est des États-Unis. Avec 7 855 habitants lors du recensement de 2010, elle constitue la capitale d'État la moins peuplée et la cinquième ville de l'État par la population.
Siège du comté de Washington, Montpelier est choisie comme capitale du Vermont pour sa position centrale, au confluent de la rivière Winooski avec sa branche nord.

## Géographie

### Situation
La ville de Montpelier est située à 350 m d'altitude, au bord de la rivière Winooski, dans une vallée des montagnes Vertes. Cette partie des Appalaches était appelée Vert Mont par les colons français, d'où le nom de l'État.
|           | Middlesex/East Montpelier |                 |
| Middlesex | Montpelier                | East Montpelier |
|           | Berlin                    |                 |

### Démographie
| Groupe            | Montpelier | Vermont | États-Unis |
| ----------------- | ---------- | ------- | ---------- |
| Blancs            | 93,7       | 95,3    | 72,4       |
| Métis             | 2,3        | 1,7     | 2,9        |
| Asiatiques        | 2,2        | 1,3     | 4,8        |
| Afro-Américains   | 1,0        | 1,0     | 12,6       |
| Autres            | 0,5        | 0,4     | 6,2        |
| Amérindiens       | 0,3        | 0,4     | 0,9        |
| Total             | 100        | 100     | 100        |
|                   |            |         |            |
| Latino-Américains | 2,1        | 1,5     | 16,7       |

Selon l’American Community Survey, pour la période 2011-2015, 94,26 % de la population âgée de plus de 5 ans déclare parler l'anglais à la maison, 1,83 % le serbo-croate, 0,94 % le français et 4,80 % une autre langue.

### Climat
| Mois                                  | jan.     | fév.     | mars     | avril    | mai     | juin    | jui.    | août    | sep.    | oct.     | nov.     | déc.     | année           |
| ------------------------------------- | -------- | -------- | -------- | -------- | ------- | ------- | ------- | ------- | ------- | -------- | -------- | -------- | --------------- |
| Température minimale moyenne (°C)     | −13,7    | −12,8    | −7,7     | −0,9     | 5,4     | 10,3    | 13,1    | 12,1    | 7,9     | 2,1      | −3,3     | −9,4     | 0,2             |
| Température moyenne (°C)              | −8,6     | −7,3     | −2,3     | 4,9      | 11,8    | 16,6    | 19,2    | 18,3    | 14,1    | 7,5      | 1,3      | −4,9     | 5,9             |
| Température maximale moyenne (°C)     | −3,4     | −1,7     | 3,1      | 10,8     | 18,3    | 22,9    | 25,3    | 24,5    | 20,3    | 12,9     | 6        | −0,4     | 11,6            |
| Record de froid (°C) date du record   | −37 1981 | −34 1967 | −28 1967 | −17 1954 | −7 1966 | −2 1958 | 2 1965  | −1 1965 | −7 1963 | −10 1972 | −22 1949 | −33 1980 | −37 1981        |
| Record de chaleur (°C) date du record | 19 1950  | 21 2018  | 28 1998  | 32 1990  | 33 2020 | 35 1995 | 36 1977 | 36 1975 | 33 2002 | 29 1950  | 24 1950  | 19 2001  | 36 1975 et 1977 |
| Précipitations (mm)                   | 58,9     | 52,3     | 63,2     | 77,2     | 89,4    | 106,9   | 108,5   | 96,8    | 84,6    | 98,3     | 72,4     | 74,4     | 983             |
| dont neige (cm)                       | 57,4     | 45,7     | 42,7     | 12,4     | 0       | 0       | 0       | 0       | 0       | 2,3      | 23,1     | 55,6     | 239,3           |
| Nombre de jours avec précipitations   | 13,6     | 13,2     | 12,7     | 13,5     | 13,9    | 14,4    | 14      | 12,6    | 10,9    | 13,9     | 13,9     | 15,4     | 162             |
| Nombre de jours avec neige            | 12       | 9,1      | 7,5      | 3,3      | 0       | 0       | 0       | 0       | 0       | 0,9      | 5,7      | 11,7     | 50,2            |

| Diagramme climatique                                  |               |             |              |             |               |               |              |             |             |           |              |
| J                                                     | F             | M           | A            | M           | J             | J             | A            | S           | O           | N         | D            |
| −3,4−13,758,9                                         | −1,7−12,852,3 | 3,1−7,763,2 | 10,8−0,977,2 | 18,35,489,4 | 22,910,3106,9 | 25,313,1108,5 | 24,512,196,8 | 20,37,984,6 | 12,92,198,3 | 6−3,372,4 | −0,4−9,474,4 |
| Moyennes : • Temp. maxi et mini °C • Précipitation mm |               |             |              |             |               |               |              |             |             |           |              |

## Voies de communication et transports
Montpelier est une des villes les plus accessibles du Vermont grâce au positionnement voulu par les fondateurs, au centre géographique de l'État.
La ville est située sur la interstate 89. L'U.S. Route 2 et la Vermont Route 12 (en) sont les deux autres principales routes traversant Montpelier. La I-89 et l'U.S. 2 assurent un lien direct vers Burlington et la peuplée vallée du lac Champlain au nord-ouest de l'État. La U.S. Route 302 a son terminus ouest à Montpelier, connectant la ville à la ville voisine de Barre.
Amtrak, la société nationale de chemins de fer, assure des services quotidiens à la gare de Montpelier dans la ville voisine de Berlin, sur le trajet surnommé la « Vermonter », qui fait la liaison entre Saint Albans et Washington.
Les compagnies de bus Greyhound Lines et Megabus desservent Montpelier. La Green Mountain Transit (en) (GMT) gère un réseau de bus locaux dans les environs avec des arrêts à Montpelier, Barre, Waterbury, le Capitole de l'État du Vermont, l'usine Ben & Jerry's et le centre commercial de Berlin. La GMTA et sa compagnie sœur à Burlington, la Chittenden County Transportation Authority (en) (CCTA), gèrent des bus de liaison avec des arrêts à Montpelier, Berlington, Richmond et Waterbury.
Les voyageurs circulant en vol privé peuvent utiliser l'aéroport d'État Edward F. Knapp de Berlin pour accéder à Montpelier.
L'aéroport international de Burlington dans le comté de Chittenden est le plus proche à assurer des vols commerciaux, à 56 kilomètres au nord ouest de Montpelier.

## Histoire

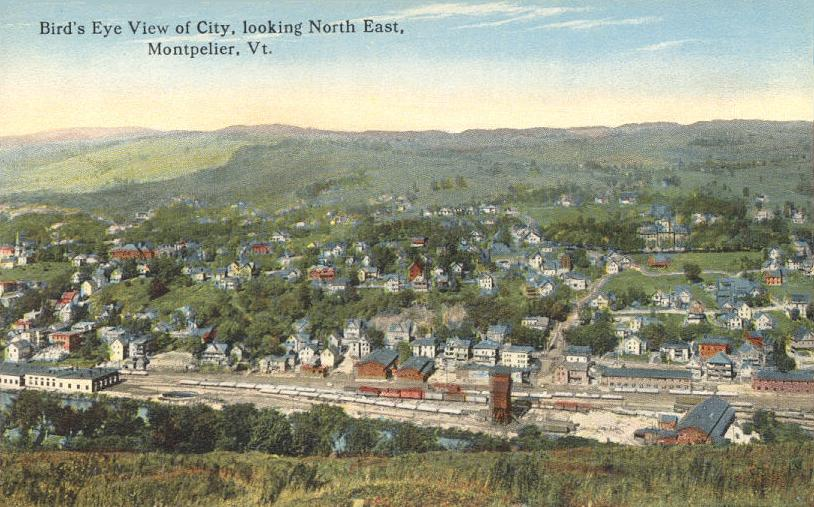
Vue de la ville, vers 1912.

Officiellement reconnue par l'Assemblée générale du Vermont du 14 août 1781, la première colonie permanente s'est établie en mai 1787, lorsque le colonel Jacob Davis et le général Davis Parley sont arrivés de Charlton. Le général Parley arpenta les terrains, tandis que le colonel Davis défricha la forêt et construisit une grande maison en bois, située sur la rive ouest de la branche nord de la rivière Winooski. Sa famille déménagea durant l'hiver suivant.
C'est le colonel Davis qui choisit le nom de « Montpelier », du nom de la ville de Montpellier en France. À cette époque, il y avait un engouement général pour ce qui était d'origine française, à la suite de l'aide du pays pendant la révolution américaine. La colonie atteint 117 habitants en 1791.
En 1825, le marquis de Lafayette visita Montpelier lors d'une tournée triomphale en Amérique, 50 ans après la guerre d'Indépendance.
La ville se développa en centre de fabrication, en particulier après que la ligne de chemin de fer Central Vermont Railway a ouvert à Montpelier le 20 juin 1849 – la même année que East Montpelier a commencé à se développer indépendamment comme une ville à part entière. Les chutes de la rivière Winooski fournissaient de l'énergie hydraulique pour les usines. Il y avait une fonderie de fer.
Au début du XXIe siècle, l'administration, l'enseignement supérieur, les assurances et le tourisme constituent les activités principales de la ville. Le musée d'histoire du Vermont, installé dans le pavillon par la Vermont Historical Society, est une attraction renommée.

## Politique et administration

### Tendances politiques et résultats
Sur le plan politique, Montpelier est un bastion démocrate. Lors de l'élection présidentielle américaine de 2020, Joe Biden a obtenu 88 % des voix contre 9 % pour Donald Trump.

### Administration municipale
La ville est administrée par un maire et un conseil de six membres, tous élus pour un mandat de deux ans. Le maire actuel de Montpelier est Jack McCullough (non partisan). McCullough est entré en fonction en 2023.

## Revenu personnel
Le revenu médian pour un ménage dans la ville était 37 513 $ et le revenu médian pour une famille était 51 818 $. Les hommes avaient un revenu médian de 35 957 $ contre 29 442 $ pour les femmes.
Le revenu par tête pour la ville était 22,599 $. Environ 7,2 % des familles et 9,8 % de la population étaient en dessous du seuil de pauvreté, dont 12,9 % des moins de 18 ans et 5,7 % des 65 ans et plus.

## Sports
Les Vermont Mountaineers (en) du New England Collegiate Baseball League (en) jouent au Montpelier Recreation Field (en).
En 2017, la ville et le club de football de Montpellier, en France, ont annoncé qu'ils offriraient à la ville de Montpelier, un lot de maillots imprimés, par erreur, avec un seul « L ».

## Monuments
- La galerie d'art Thomas W. Wood
- Le cimetière Green Mount pour ses sculptures
- Le parc et la tour John E. Hubbard

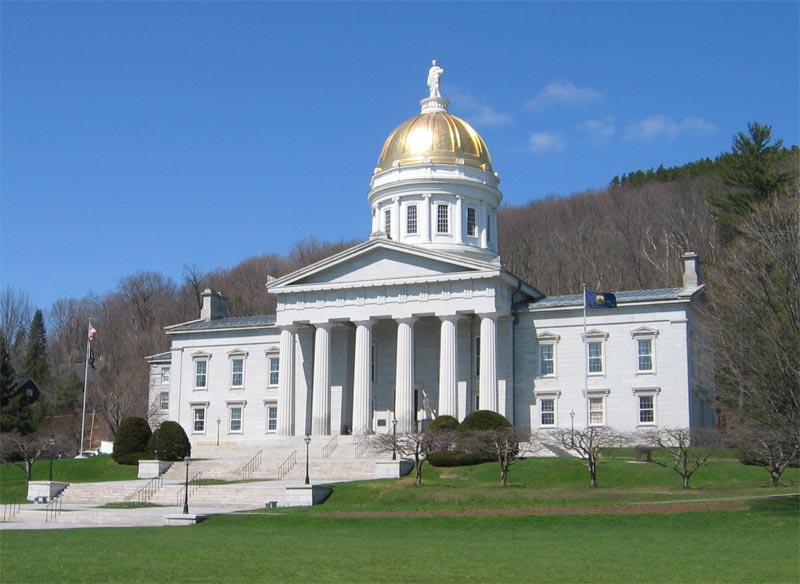
State House à Montpelier.
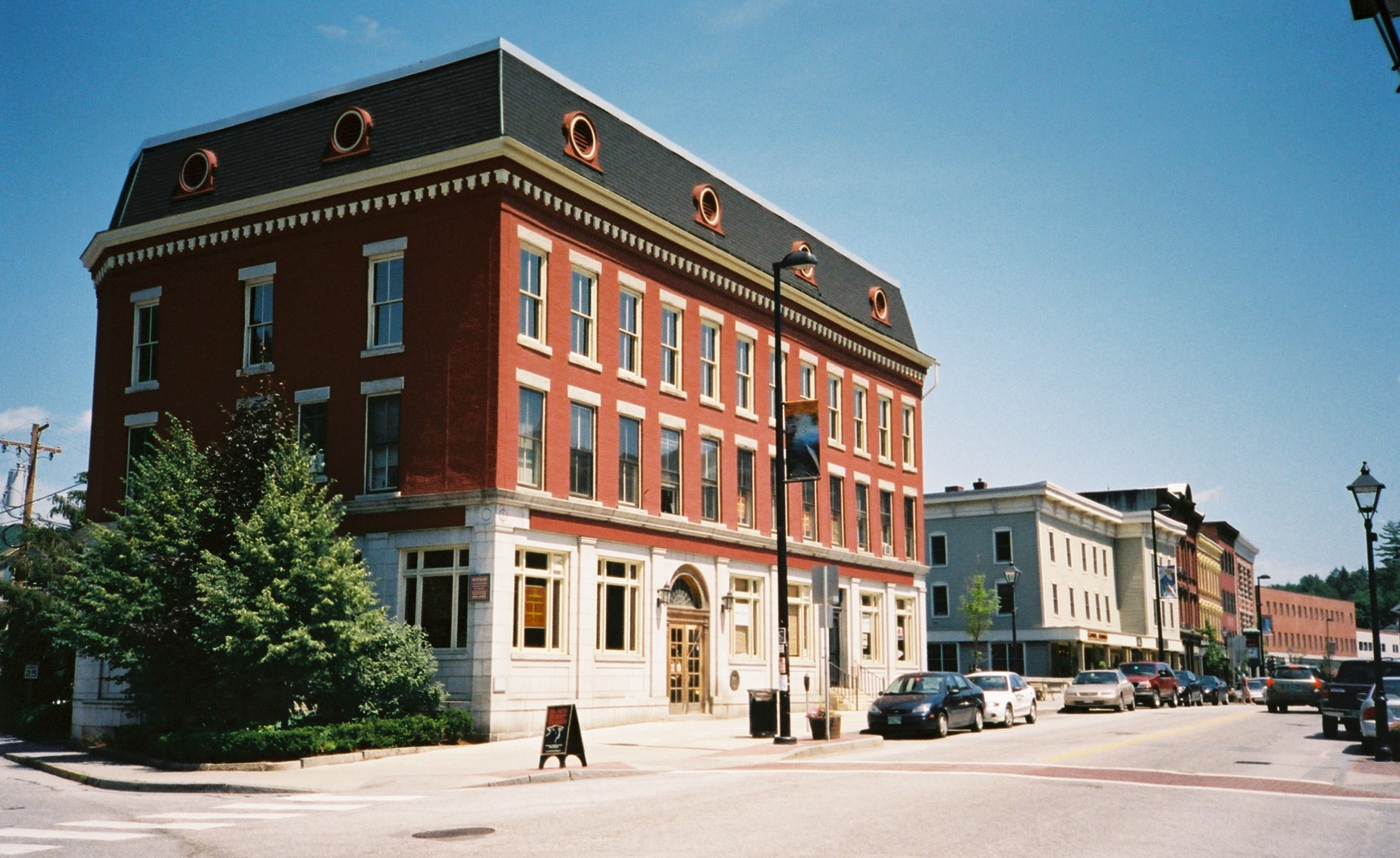
Centre-ville de Montpelier.
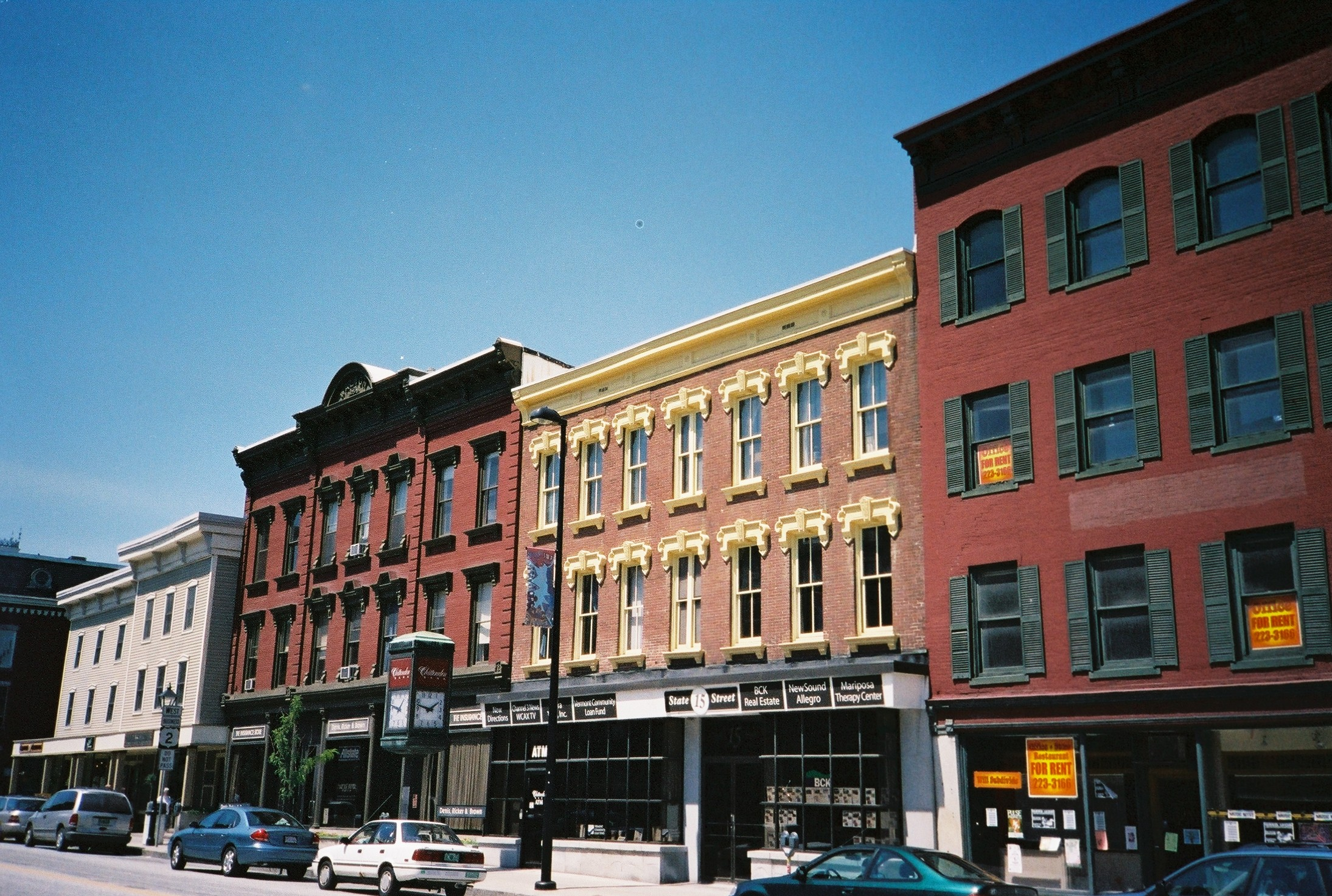
Rues de Montpelier.
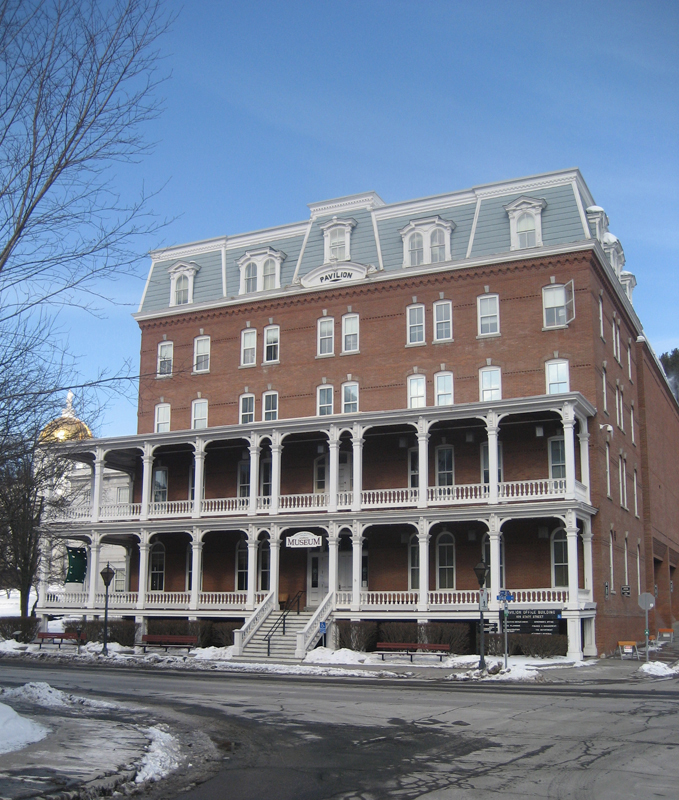
L’Hôtel Pavilion.
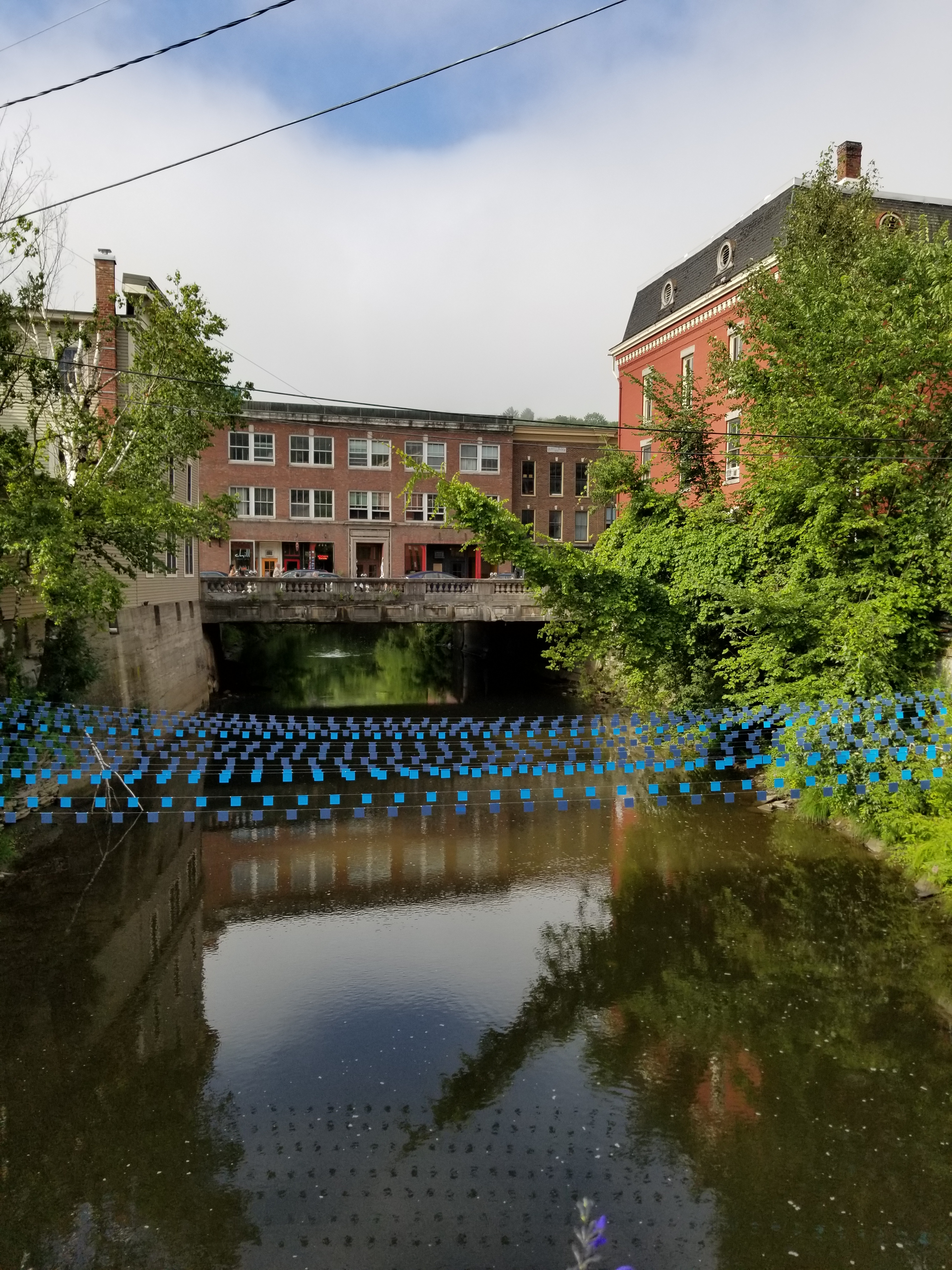
Édifice de la State street construite sur la North Branch.

## Distinctions
Elle a été élue parmi les 50 Best Places to Live + Play qui sélectionne les villes les plus agréables aux États-Unis par le National Geographic en 2007.

## Divers
En 2021, Montpelier est la seule capitale d'État des États-Unis sans restaurant McDonald's,.